# Apparitions mariales de Fátima
Pour les articles homonymes, voir Fatima.
Les apparitions mariales de Fátima ou les apparitions de Notre-Dame de Fátima désignent les apparitions de la Vierge Marie telles qu'elles auraient eu lieu à Fátima, petit village du centre du Portugal, à six reprises au cours de l'année 1917, à trois enfants bergers : Lucie dos Santos et ses cousins François et Jacinthe Marto. Ces apparitions, dont les messages prophétiques portent sur la prière et les fins dernières, ont d'abord été l'objet de méfiance, aussi bien de la part des autorités civiles que des autorités religieuses. Le miracle du soleil, qui clôt le cycle des apparitions, sera l'objet d'une vive émotion parmi la foule de 70 000 personnes rassemblées, et sera l'objet de nombreuses polémiques et publications.
Avant même la reconnaissance officielle de ces apparitions par l'Église catholique romaine en 1930, de nombreuses personnes se rendent sur le lieu des apparitions pour y prier. Après cette date, le succès populaire du pèlerinage à Fátima, transforme ce lieu d'apparitions en un grand centre de pèlerinage chrétien (national et international).
À la suite de ces apparitions, l'une des voyantes, Lucie dos Santos, demande au pape de « consacrer la Russie au Cœur immaculé de Marie ». Si le pape Pie XI ignore la demande, le pape Pie XII y répond en 1942. Le pape Jean-Paul II renouvellera cette consécration en 1984, en communion avec tous les évêques du monde, selon la demande de la Vierge Marie.

## Contexte politique et social
Le contexte politique

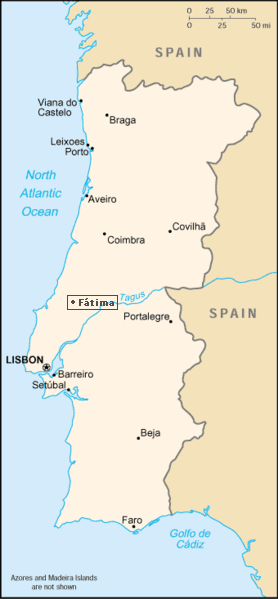
Situation géographique.

Le Portugal est un pays très anciennement catholique et qui a été reconquis de haute lutte sur les musulmans entre les Xe et XIIIe siècles. L'évangélisation a été très profonde, la mentalité catholique est fortement ancrée et est encore, au début du XXe siècle, une part intrinsèque de la vie au Portugal. Malgré cela, en 1908, le roi de Portugal Charles Ier est assassiné avec son fils aîné par deux carbonari. En 1910 une révolution renverse la monarchie portugaise et met en place un gouvernement républicain radical « violemment anticlérical ». Le parti radical déclare parvenir, par les mesures anti-religieuses qu'il a prises (laïcisation de l'université, interdiction de l'enseignement religieux, saisie des églises...) à « éradiquer le catholicisme du pays en deux générations ». À titre d'exemple, Sebastião de Magalhães Lima, grand maître du Grand Orient lusitanien, avait déclaré que « dans deux ans, il n'y aurait plus de vocations à la prêtrise » dans le pays, et le ministre de la Justice, Afonso Costa avait déclaré au Parlement qu'avec « la nouvelle idéologie introduite dans les écoles, la religion catholique aurait disparu d'ici deux générations »,.
Deux tentatives de coup d'État ont lieu entre 1910 et 1917, avec pour objectif de restaurer la monarchie, accentuant les tensions entre les partis radicaux de gauche et les partis de droite (mais aussi l’Église catholique). En 1917, il y a dans le pays, « un sentiment d'insécurité générale » doublé d'un effondrement de l'économie.
Le 24 mai 1911, par son encyclique Jamdudum in Lusitania, le pape Pie X rejette vigoureusement les lois de laïcisation mises en place par le nouveau gouvernement. La nouvelle constitution, votée en 1911, s'inspire largement des constitutions française et brésilienne : le Portugal est officiellement un pays laïc et anticlérical.
La Première Guerre mondiale
Depuis août 1914, l'Europe est en guerre : le conflit meurtrier a déjà causé la mort de deux millions de soldats. Engagé dans la guerre aux côtés des alliés à partir de mai 1916, le Portugal a environ cinquante mille soldats positionnés en France,.
La vie difficile dans la campagne portugaise
Fátima, située à 130 km au nord de Lisbonne, est, en 1917, une paroisse rurale de deux cents habitants dispersée dans une quarantaine de hameaux. Les habitants sont des paysans qui travaillent constamment un sol ingrat. Tout le monde est mis à contribution pour le labeur quotidien. Les enfants sont généralement chargés de la garde des troupeaux. Cette pauvreté est doublée d'un profond analphabétisme, puisque seulement 10 % des femmes savent écrire. Dans le hameau d'Aljustrel qui compte 25 maisons, habitent les familles Dos Santos et Marto.
Les voyants
Lúcia de Jesus dos Santos est née le 22 mars 1907 à Fátima, elle a donc 10 ans. Son cousin Francisco Marto, né le 11 juin 1908, a 9 ans. Et Jacinta, sœur de François, née le 11 mars 1910, en a seulement 7. Pour aider leurs parents, ils participent à l'activité familiale en gardant les troupeaux de moutons dans les alentours du hameau, et en particulier au lieu-dit Cova da Iria,.

## Les apparitions

### L'ange du Portugal

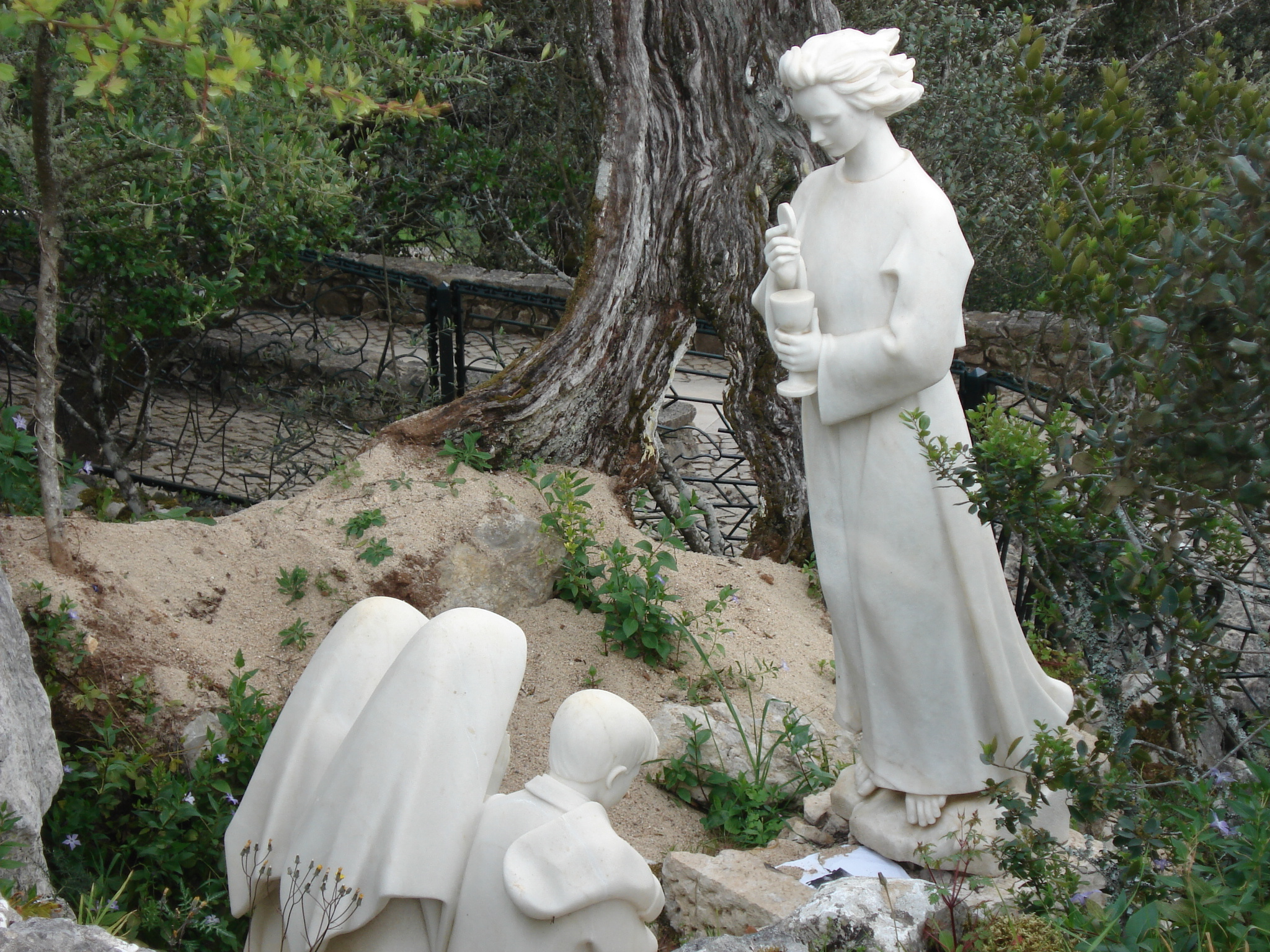
Statue sur le lieu de l'apparition de l'Ange du Portugal.

Au cours de l'année 1915, Lucie et deux de ses amies affirment voir à Aljustrel, sur la colline du Cabeço, « une figure semblable à une statue de neige, que les rayons du soleil rendaient un peu transparente », « ayant forme humaine ». Quand, de retour au village, elles racontent leur aventure, leur entourage se moque d'elles.

Au printemps 1916, Lucie, François et Jacinthe auraient revu le même personnage qui leur aurait dit : « Ne craignez rien ! Je suis l'Ange de la Paix. Priez avec moi ! »,. S'agenouillant, l'ange baisse la tête et leur enseigne une prière : 

« Mon Dieu, je crois, j'adore, j'espère et je Vous aime. Je Vous demande pardon pour ceux qui ne croient pas, qui n'adorent pas, qui n'espèrent pas, qui ne Vous aiment pas. »

 Il aurait fait trois fois cette prière, puis aurait dit en levant la tête : « Priez ainsi. Les cœurs de Jésus et de Marie sont attentifs à la voix de vos supplications »,.
L'ange leur serait apparu une nouvelle fois à l'été 1916, se présentant comme « l'Ange du Portugal » puis une dernière fois au début de l'automne où il leur enseigne une seconde prière. Cette dernière apparition aurait été accompagnée d'une théophanie eucharistique et d'une communion miraculeuse. L'ange aurait donné la communion aux enfants après avoir récité la prière « en réparation des outrages, sacrilèges et indifférences » qui offensent Jésus-Christ,.

### Première apparition: 13 mai 1917

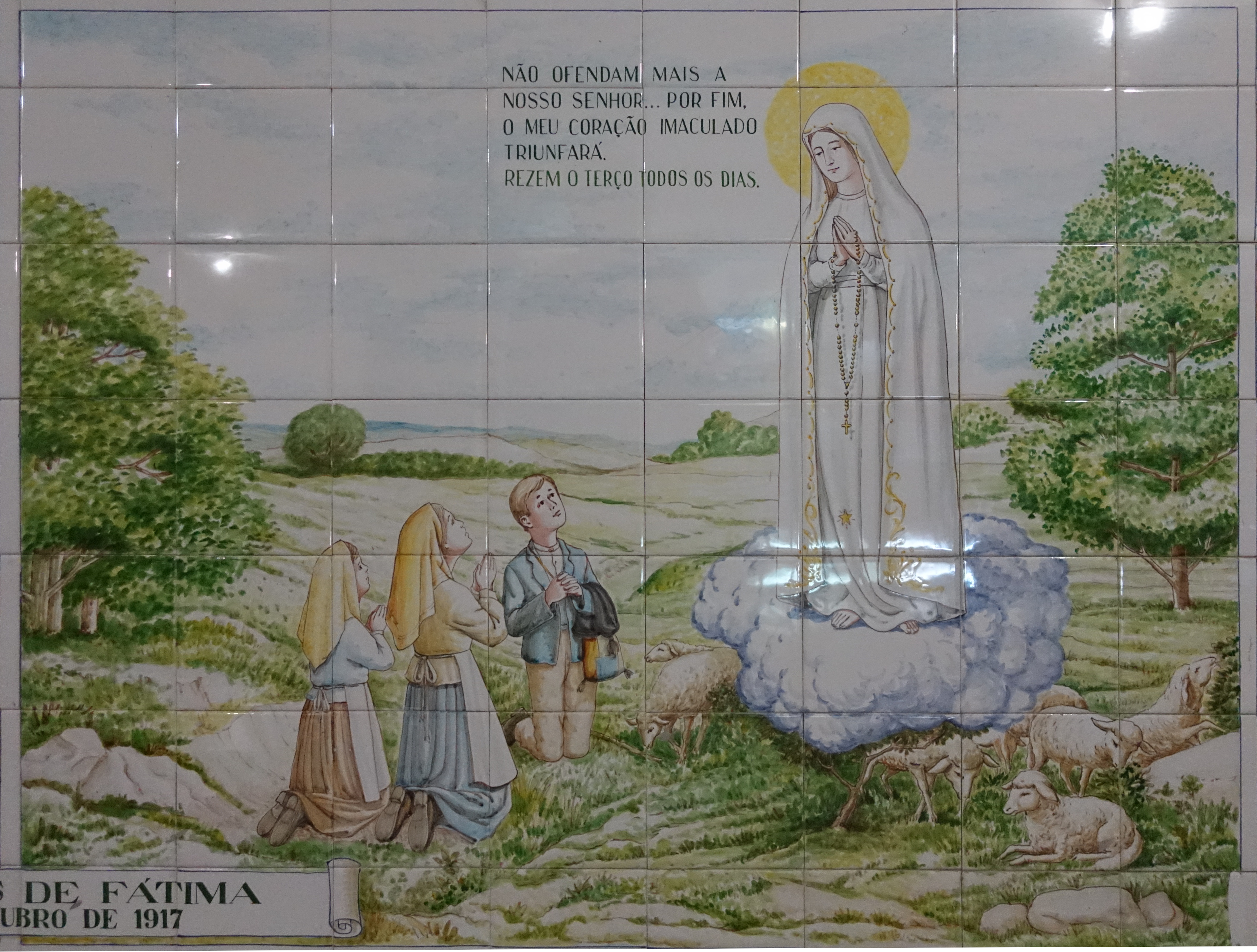
Azulejos représentant l'apparition mariale (sanctuaire de Ponte da Barca).

Le 13 mai 1917, vers midi, « une dame toute vêtue de blanc » serait apparue aux trois petits bergers dans un petit chêne vert et, s'adressant à Lucie, elle leur aurait demandé de venir le mois suivant, à cette même heure. Elle aurait ensuite ajouté : « Récitez le chapelet tous les jours pour obtenir la paix dans le monde et la fin de la guerre »,. Seule Lucie dialogue avec « la dame », Jacinthe voit et entend leurs paroles, mais François voit sans rien entendre.
Lorsqu'elle est informée des événements rapportés par les enfants, la hiérarchie catholique (les évêques du pays et bon nombre de prêtres), voient d'un œil très négatif les apparitions de Fátima : ils ne croient pas à la véracité des témoignages et considèrent qu'il s'agit d'une supercherie. Une bonne partie du clergé (les prêtres) est relativement critique elle aussi,. Trois ans plus tard, le clergé catholique sera toujours très méfiant sur ces « prétendues apparitions ».

### Deuxième apparition: 13 juin 1917
Le mois suivant, les enfants, accompagnés d'une cinquantaine de personnes venues « pour voir », sont au rendez-vous. Le groupe récite le chapelet lorsque l'apparition (La Vierge Marie) se serait présentée à nouveau, et, dans sa conversation avec Lucie, elle aurait insisté sur l'importance de la prière, recommandé la dévotion au « Cœur immaculé de Marie » et annoncé la mort prochaine de ses cousins à Lucie. Elle aurait demandé aussi à la jeune Lucie d'apprendre à lire et à écrire afin de mieux rapporter sa parole auprès des hommes.
Seuls les trois enfants voient l'apparition : les témoins ne voient pas de lumière ni de phénomène visible, et ils n'entendent pas « la dame ».

### Troisième apparition: 13 juillet 1917

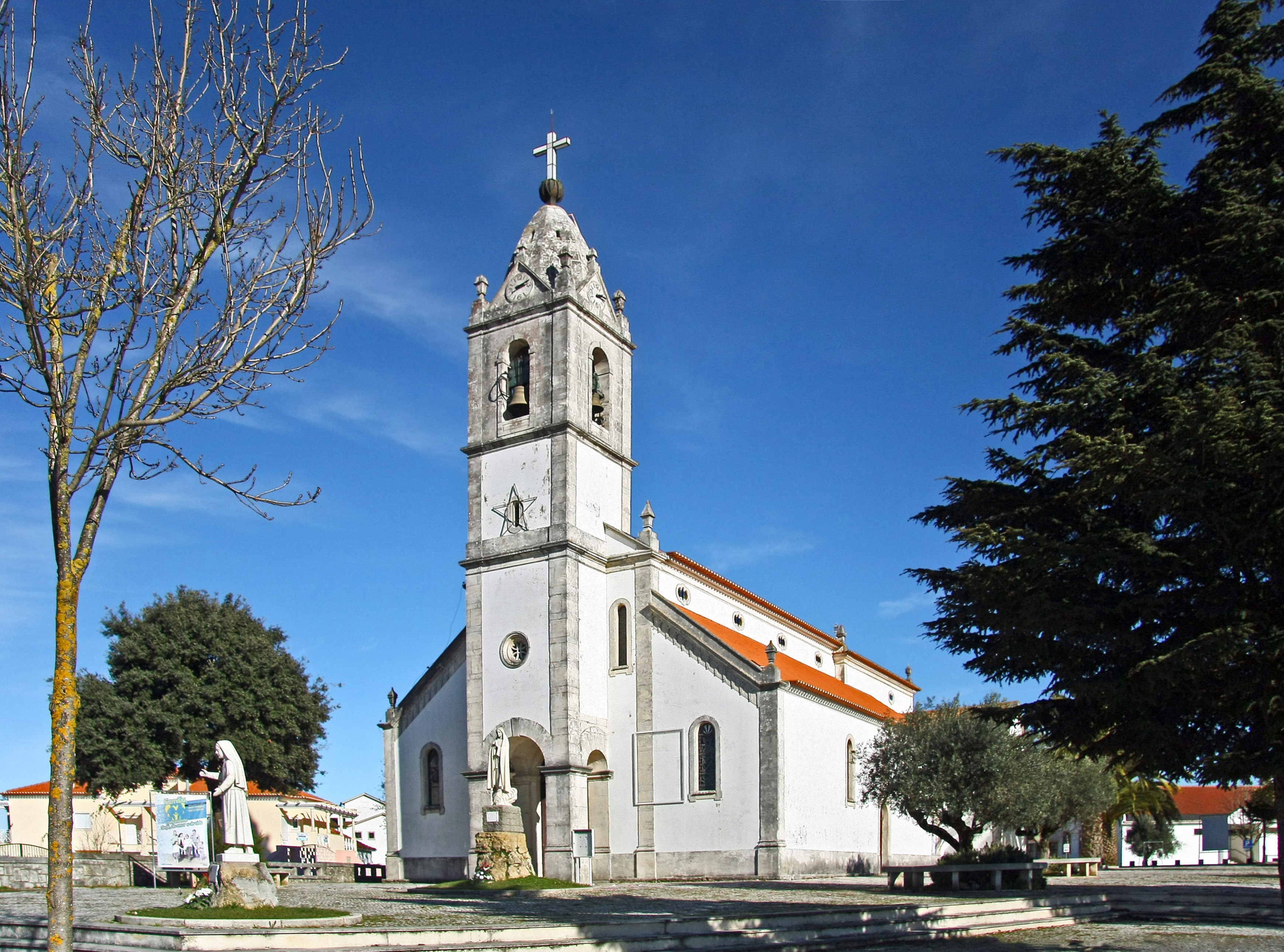
L'église paroissiale de Fátima.

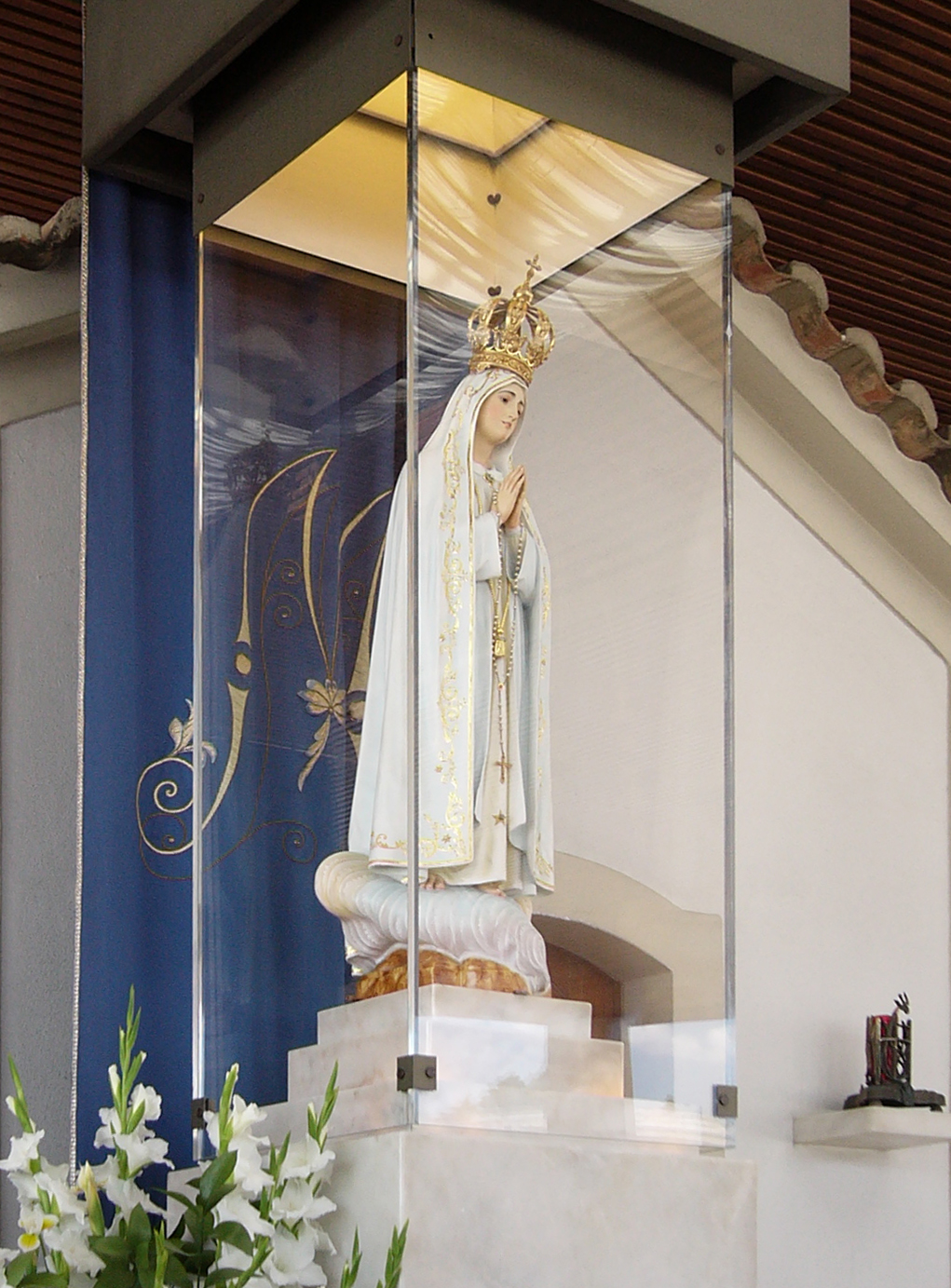
La statue de Notre-Dame de Fátima devant la chapelle des apparitions.

Le vendredi 13 juillet, la « dame en blanc » serait de nouveau apparue devant Lucia et ses cousins comme les autres fois, environ 2 000 personnes assistent à l'événement. Lucie, Jacinthe et François sont toujours les seuls à voir une « dame en blanc », les fidèles observent cependant pour la première fois, un « petit nuage blanc très léger » venant de l'Est et s'arrêtant sur le petit chêne, le temps de l'apparition,.
« La dame » s'adresse, comme à chaque apparition, à Lucie : « Je veux que vous continuiez à dire le chapelet tous les jours en l'honneur de Notre-Dame du Rosaire, pour obtenir la paix du monde et la fin de la guerre ».
C'est au cours de cette manifestation que l'apparition aurait montré aux enfants une épouvantable vision de l'Enfer et leur aurait confié les secrets de Fátima,. Les deux premières parties du message de Fátima ne seront dévoilées publiquement qu'en 1942, et c'est en 2000 que le Vatican divulguera la troisième partie du secret.
Au cours de cette même apparition, Lucie demande un « miracle » à la dame, « afin que les gens les croient ». La Vierge lui promet un « miracle pour le 13 octobre »,. L'information sur ce « miracle prévu le 13 octobre à midi » se diffuse rapidement, et la presse s'en fait l'écho dans des articles très critiques.

### Quatrième apparition: 13 août 1917
Le 13 août 1917, environ 5 000 personnes sont au rendez-vous près du « chêne des apparitions », les enfants sont absents, et la foule assiste à des « phénomènes atmosphériques inexpliqués » : des éclairs lumineux, puis un petit nuage blanc « très délicat » qui vient de l'Est et se positionne sur le petit chêne. Il y reste quelques instants, repart, puis disparaît. Le paysage et la foule se colorent de bleu, rose, rouge, toutes les couleurs de l'arc-en-ciel. Mais les enfants ne sont pas là. En effet, l'administrateur du canton, Arthur de Oliveira Santos, connu pour son anticléricalisme, a demandé à voir les « voyants » et les a fait amener à Ourém. Après les avoir interrogés sans succès, il les fait enfermer pour « trouble à l'ordre public ». La foule, apprenant que les enfants ont été mis en prison, est prise de colère ; elle marche sur la ville d'Ourém (2 à 3 h de marche) et sur place exige leur libération. Face au scandale et au risque d'émeute, l'administrateur relâche les petits bergers le 15 août,. Stanley Jaki écrit que la nouvelle de « ces événements météorologiques inexpliqués » et de la « promesse d'un miracle » pour le 13 octobre se répandent dans tout le Portugal comme « une traînée de poudre ».
Le dimanche 19 août, alors que les enfants font paître leurs troupeaux sur la Cova da Iria, la Vierge leur serait apparue, leur demandant de prier pour les âmes pécheresses et promettant à nouveau, pour le 13 octobre, un miracle « afin que tous croient »,,.

### Cinquième apparition:13 septembre 1917
Pour la cinquième apparition, le 13 septembre, environ dix mille fidèles viennent s'agenouiller avec « les voyants », Lucie, Jacinthe et François. Si la foule ne « voit pas l'apparition », plusieurs témoins déclarent (à nouveau) avoir vu le « petit nuage blanc » venir de l'Est et se positionner sur le petit chêne, avant de repartir et disparaître. Lucie rapporte que la Vierge aurait à nouveau confirmé la « promesse d'un miracle » pour le prochain mois,.

### Sixième apparition, le «miracle du soleil»: 13 octobre 1917

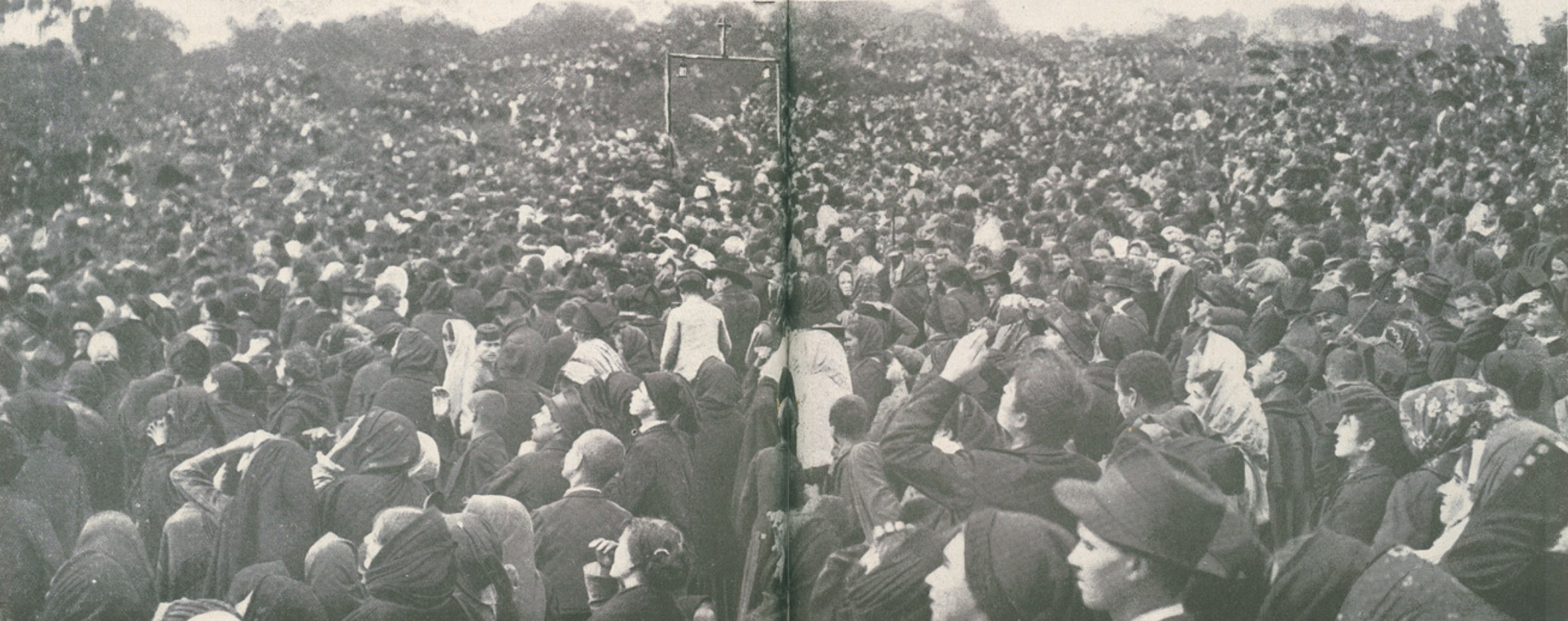
La foule compacte, rassemblée près du lieu des apparitions, matérialisé par une petite arche de bois.

Le 13 octobre 1917 la météo prévoyait un temps sec. Mais à partir de 8 h 30 (heure solaire), un orage éclate et il se met à pleuvoir à torrents sur la Cova da Iria. Une foule de pèlerins et de curieux d'environ cinquante mille personnes attendent l'événement, rassemblés en groupes compacts sous leurs parapluies. Certains récitent le chapelet, d'autres attendent en curieux. Les premiers sont arrivés la veille et ont dormi sur place ; les derniers arrivent quelques minutes avant midi,. À cette date, le « petit chêne » n'existe déjà plus car dépouillé par les fidèles qui lui ont coupé des branches pour les garder en relique ; il ne reste plus qu'un tronc de dix centimètres. Le « lieu d'apparition » est matérialisé par un portique de bois, décoré de deux lanternes et de bouquets de fleurs. Un peu avant midi, heure solaire, les trois « voyants » arrivent sur le site. La foule les laisse passer. Quelques minutes après l'heure prévue, Lucie annonce que « la dame arrive » et demande à la foule de fermer les parapluies et de retirer les chapeaux. Malgré la pluie qui continue de tomber, une bonne partie de la foule s'exécute. Très vite, les témoins affirment avoir vu un « petit nuage » venir se positionner sur l'emplacement du « chêne des apparitions ». L'apparition se serait alors enfin présentée à Lucie comme étant Notre-Dame du Rosaire, et lui aurait demandé de faire bâtir une chapelle en son honneur. Elle aurait aussi demandé la conversion des pécheurs.
Alors que la Vierge est en train de s'élever tranquillement vers le ciel, selon les voyants, la pluie s'arrête et le soleil sort des nuages. « Presque toutes les personnes présentes » ont affirmé avoir vu le soleil subir différentes transformations, se parant de multiples couleurs rose, bleu, vert, voire « toutes les couleurs de l'arc-en-ciel » selon certains. Les témoins ont rapporté avoir vu le soleil tourner dans le ciel puis « foncer sur la terre » et menacer de la percuter avant de reprendre sa place dans le ciel,,,. Certains témoins indiquent même avoir vu la Vierge Marie seule ou avec l'Enfant-Jésus.
Après la fin du phénomène céleste, Lucie annonce à la foule que « la Vierge » a promis que la guerre allait bientôt finir et que les soldats allaient rentrer au pays,. La jeune fille indique également une demande de « la Vierge » : faire construire sur ce lieu une chapelle dédiée à Notre-Dame du Rosaire.
Avelino de Almeida, journaliste anticlérical et rédacteur en chef du quotidien O Século de Lisbonne, rédige un compte-rendu dans l'édition du journal du lundi 15 octobre. Celui-ci fait sensation dans tout le pays,. Quinze jours plus tard, il publie dans Ilustração Portugueza un nouvel article de quatre pages illustré de dix photos qui gardera la mémoire de cet événement,. Un très grand nombre d'articles de presse vont être publiés dans les journaux sur ce sujet, de nombreux courriers de lecteurs décrivant « ce qu'ils ont vu ». D'autres articles « plus critiques, voire ironiques », sont également publiés,.

### Autres apparitions
Dans ses mémoires, Lucie rapporte que la Vierge serait apparue à Jacinta et Francisco alors qu'ils étaient déjà malades en décembre 1918. La Vierge aurait dit aux enfants « qu'ils auraient beaucoup à souffrir ; souffrir pour la conversion des pécheurs, en réparation des péchés contre le Cœur Immaculé de Marie et de l'amour de Jésus. »
Lucie relate également d'autres apparitions dans ses mémoires :
- le 15 juin 1921, Lucie se rend seule (ses cousins Francisco et Jacinta sont décédés), sur le lieu des apparitions. La Vierge lui apparaît pour la consoler et l'encourage à entrer au carmel de Porto ;
- le 10 décembre 1925, à Pontevedra (Espagne), apparition de la Vierge et de l'Enfant Jésus au sujet de la dévotion des premiers samedis, puis, le 15 février 1926, de l'Enfant Jésus uniquement, qui lui aurait demandé si elle avait répandu cette dévotion ;
- le 13 juin 1929, alors qu'elle se trouve au couvent de Tui, une vision de la Sainte Trinité et de la Vierge Marie, au sujet de la Consécration de la Russie.

## Suites et conséquences des apparitions

### Les réactions

#### Dans la presse

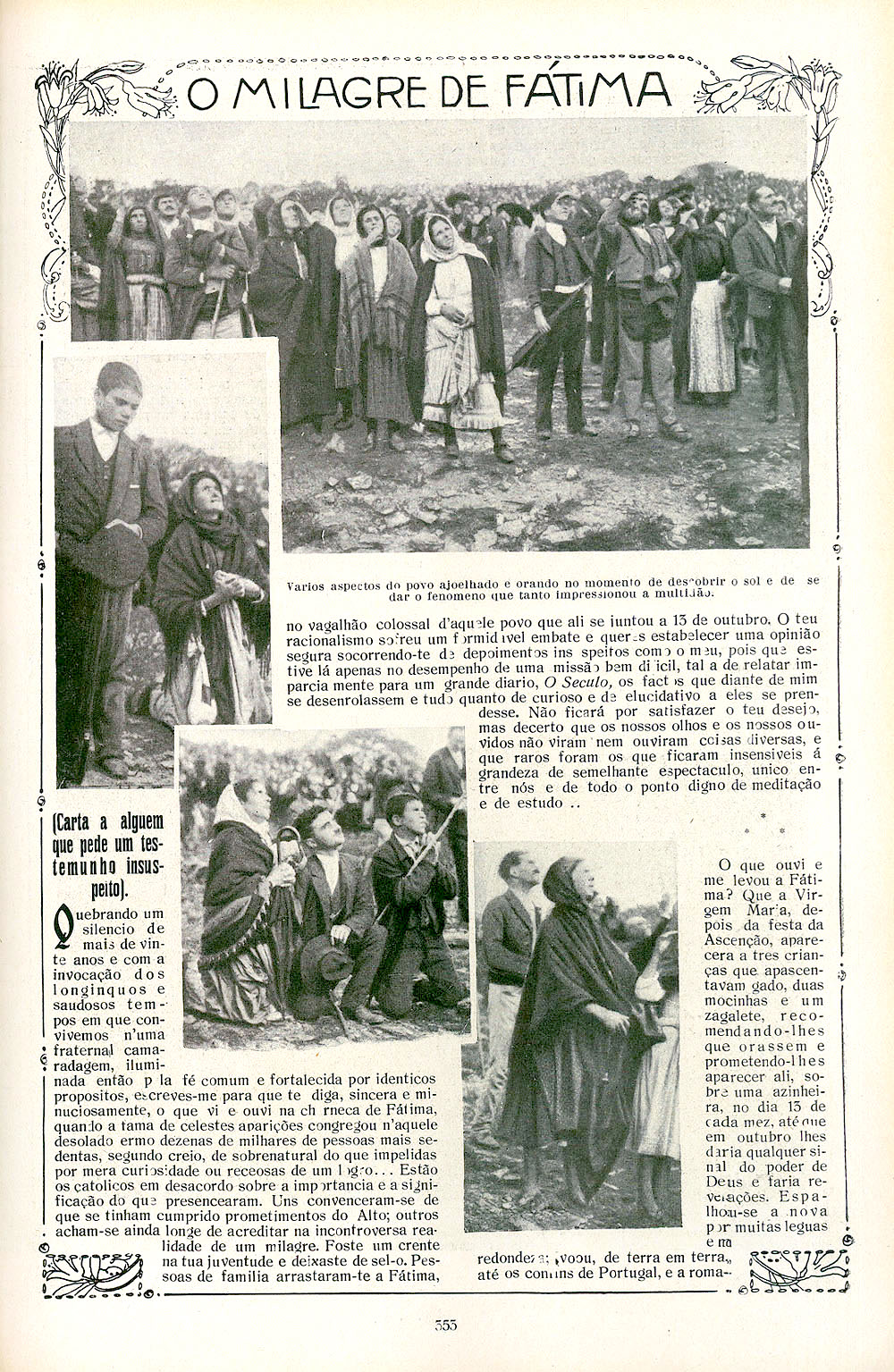
Page 353 de l'édition du 29 octobre 1917 du Ilustração Portugueza, montrant la foule regardant le miracle du soleil durant l'apparition à Fátima du 13 octobre. Article publié par Avelino d’Almeida.

Très vite, ces « apparitions » vont être diffusées dans la presse du pays. Dès la 3e apparition, un article est publié dans le journal O Século du 23 juillet qui annonce la « venue de la Vierge Marie à Fátima » devant trois enfants, et qu'un « grand miracle » serait prévu pour le 13 octobre. Les 18 et 19 août, un autre journal, O Mundo publie deux articles qui racontent que « quelques enfants prétendent abuser les foules et les attirer avec la complicité d'autres adultes pour réaliser des miracles ». Les articles évoquent aussi l'arrestation et la séquestration durant quelques jours des trois enfants. La foule de 5 000 personnes venues à Fátima pour assister à l'événement, une fois prévenue, marche sur la ville de Ourem (2 à 3 h de marche) pour exiger leur libération par le gouverneur de la ville de Ourém. Face au scandale (et au risque d'émeute), les politiques libèrent les enfants deux jours plus tard. S. Jaki indique que « dans la population » l'attente du « miracle » augmente avec le temps après les annonces répétées de Lucie en juillet, en août puis enfin le 13 septembre.
Le mensuel Buletino du mois d'août relate l'apparition du 13 juillet et écrit que, lors de cette « apparition », il y avait une foule de 800 à 2 000 personnes. Après cette date, les journaux proches du gouvernement décident de garder le silence pour éviter de faire de la publicité « aux apparitions ». De son côté, la presse catholique, peut-être par prudence, par manque d'intérêt ou par peur d'un fiasco qui discréditerait l’Église, garde elle aussi le silence, n'évoquant plus le sujet jusqu'à la mi-octobre. Même si la presse ne s'en fait pas l'écho, l'information que des témoins présents en août et en septembre auraient observé des « phénomènes atmosphériques inexpliqués », se répand dans tout le pays.
Le 13 octobre au matin, Alvenino Almeida, journaliste et rédacteur en chef du quotidien de Lisbonne O Século, publie un article où il relate les apparitions depuis le mois de mai, et la « prudente réserve » du clergé local sur ces événements. Le journaliste n'hésite pas à utiliser l'ironie pour railler « le clergé qui souhaite peut-être l'apparition d'un nouveau lieu de pèlerinage, d'un nouveau Lourdes ». Finalement, il y déclare, avec assurance, qu'il ne s'y passera rien à midi (contrairement à ce qui a été annoncé depuis des mois) : le « grand miracle » n'aura pas lieu,.
Le « miracle du soleil », observé par une foule considérable, ainsi que plusieurs journalistes et un photographe va donner lieu à une avalanche d'articles de presse, soit « très critiques et ironiques » (dans des journaux ouvertement anti-catholiques), ou plus réservés et prudents (dans la presse catholique). Plusieurs journaux publieront durant des semaines des « courriers de lecteurs » décrivant « ce qu'ils ont vu ». En dehors de quelques récits de témoins particulièrement précis, les articles de presse les plus factuels sont ceux d'Avelino de Almeida, publiés les 15 et 29 octobre qui soulèvent la question de « l'explication scientifique du phénomène observé », mais lui vaudront de nombreuses critiques de certains journalistes,.

#### Réactions politiques
Signe de cette tension politique générale, et sur « les apparitions de Fátima » en particulier, différents « affrontements » ont lieu à Fátima avant et après la date du 13 octobre 1917 :
- le 13 août 1917 « les voyants » de Fátima sont arrêtés par les autorités civiles et mis en prison durant deux jours, provoquant un début d'émeute populaire[B 1]
- avant « l'apparition d'octobre », des bruits courent disant que des groupuscules anarchistes viendraient le 13 jeter des bombes sur les fidèles rassemblés à Fátima. Cette menace d'attentat est prise au sérieux par un certain nombre de participants[G 32]
- le 22 octobre 1917 le « lieu des apparition » est profané, et le 6 mars 1922 la chapelle des apparitions, construite en 1919, est « dynamitée par des anticléricaux »[B 1],[G 33].
- le 10 mai 1923 les autorités civiles interdisent tout rassemblement ou pèlerinage sur le lieu des apparitions, le gouverneur mobilise les forces armées pour interdire l'accès à Fátima lors du pèlerinage national prévu trois jours plus tard. Mais le 13 mai, 100 000 personnes se présentent et forcent le passage, franchissant les barricades et des fossés pleins d'eau pour se rendre devant la chapelle des apparitions[G 33].

Enfin, la déclaration d'apparitions mariales dans le pays (la première depuis plusieurs siècles), alors que la Vierge Marie avait, trois siècles plus tôt, été déclarée « Reine et patronne du Portugal » par le roi João IV,, pouvait être considéré comme « un défi » au gouvernement qui avait démis et expulsé le dernier roi du Portugal, sept ans plus tôt.

#### L’Église
Les évêques du pays et le patriarche de Lisbonne voient d'un œil très négatif les apparitions de Fátima : ils ne croient pas à la véracité des témoignages et considèrent qu'il s'agit d'une supercherie. Nombre de prêtres sont également critiques,. Très peu sont présents sur le site le 13 octobre 1917. Le curé de la paroisse et ceux des environs sont absents, car leur évêque leur a « interdit de se rendre sur place »,.
En 1920, l'épiscopat portugais reste très sceptique sur les « apparitions de Fátima ». Le « miracle du soleil » l'a également laissé sceptique. Ce n'est qu'après l'enquête canonique que les positions évoluent.
La première chapelle construite sur le lieu de l'apparition est réalisée à l'initiative des fidèles, par une collecte de dons, sans le soutien ni l'assistance de l'Église. Fátima devient en quelques années le « plus important lieu de pèlerinage du pays », drainant très vite plusieurs centaines de milliers de fidèles. Pour résumer la situation, le cardinal Cerejeira déclare en 1942 que « ce n'est pas l’Église qui a imposé Fátima, mais Fátima elle-même qui s'est imposée à l’Église ».

### Reconnaissance par l'Église

#### Enquête et reconnaissance officielle
Une première enquête canonique est ouverte dans la paroisse de Fátima à la fin de l'année 1918. Elle vise à recueillir des témoignages.
Le 28 avril 1919, l’Église catholique ouvre une enquête canonique sur les apparitions de Fátima, incluant le phénomène solaire du 13 octobre. Sept ans plus tard, la commission rend un premier rapport. Le 14 avril 1930, la commission canonique rend son rapport final sur les « apparitions » et les témoignages collectés,.
La première visite d'un évêque sur le lieu Fátima se fait le 12 septembre 1921. Il s'agit du nouvel évêque de Fátima, José Alves Correia da Silva (en), nommé un an plus tôt. Quelques jours plus tôt, il avait acheté les terrains autour du lieu d'apparition pour y bâtir un sanctuaire. Le 13 mars 1922, 10 000 pèlerins se rendent sur les lieux, le 13 mai ils sont 60 000 et le 13 octobre 1926 un demi-million. En octobre 1925 c'est un « pèlerinage national » qui est organisé par l’Église à Fátima. Fátima devient, en quelques années, le plus grand lieu de pèlerinage de tout le pays.
En juin 1928, l'Osservatore Romano publie une chronique sur Fátima et le 1er octobre 1928, le nonce apostolique (en) fait une visite surprise à Fátima en compagnie de l'évêque du lieu. Au début de 1929, le pape Pie XI distribue des images de Notre-Dame de Fátima aux membres du collège pontifical portugais (de) de Rome.
Le 13 octobre 1930, l'évêque de Leiria (dont dépend Fátima), dans sa lettre pastorale « A divina Providentia » reconnaît officiellement les apparitions de Fátima comme « dignes de foi » et approuve le culte de Notre-Dame de Fátima,. Si l'évêque ne qualifie pas le phénomène céleste survenu le 13 octobre de « miracle », il reconnaît simplement son existence et le qualifie de « non naturel ».
En 1946, le troisième centenaire de la consécration du Portugal à la Vierge Marie est l'occasion du couronnement solennel de la statue de Notre-Dame de Fátima par le cardinal Aloisi Masella, légat pontifical, devant 600 000 pèlerins. La couronne est offerte par les femmes portugaises en remerciement de la préservation du Portugal pendant la Seconde Guerre mondiale.

#### Construction d'un sanctuaire marial

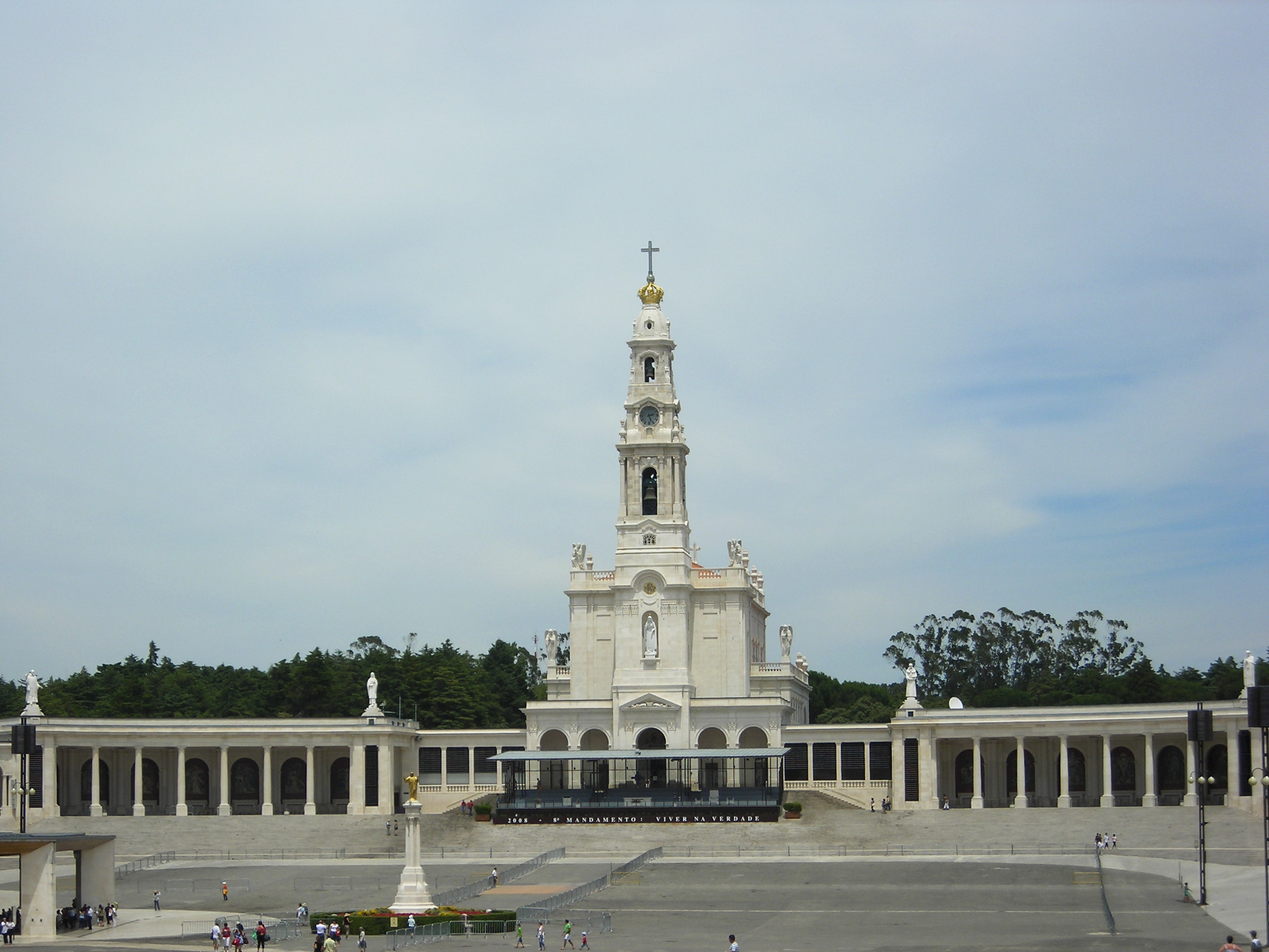
Le Sanctuaire de Fátima.

En juin 1919 une petite chapelle est construite sur le lieu des apparitions, à l'initiative de simples paroissiens,. Un commerçant de Leiria fait réaliser pour son compte une « statue de Notre-Dame de Fatima » qu'il fait placer, quelque temps plus tard, dans la chapelle des apparitions,.
En 1928, l'évêque du diocèse lance la construction de la basilique de Notre-Dame du Rosaire. La basilique est inaugurée en 1953. En 1955, le docteur D. José Alves Correia da Silva crée le musée du sanctuaire de Fátima.
La construction de la basilique de la Sainte Trinité débute en 2004, son inauguration a lieu le 12 octobre 2007.

#### Les voyants

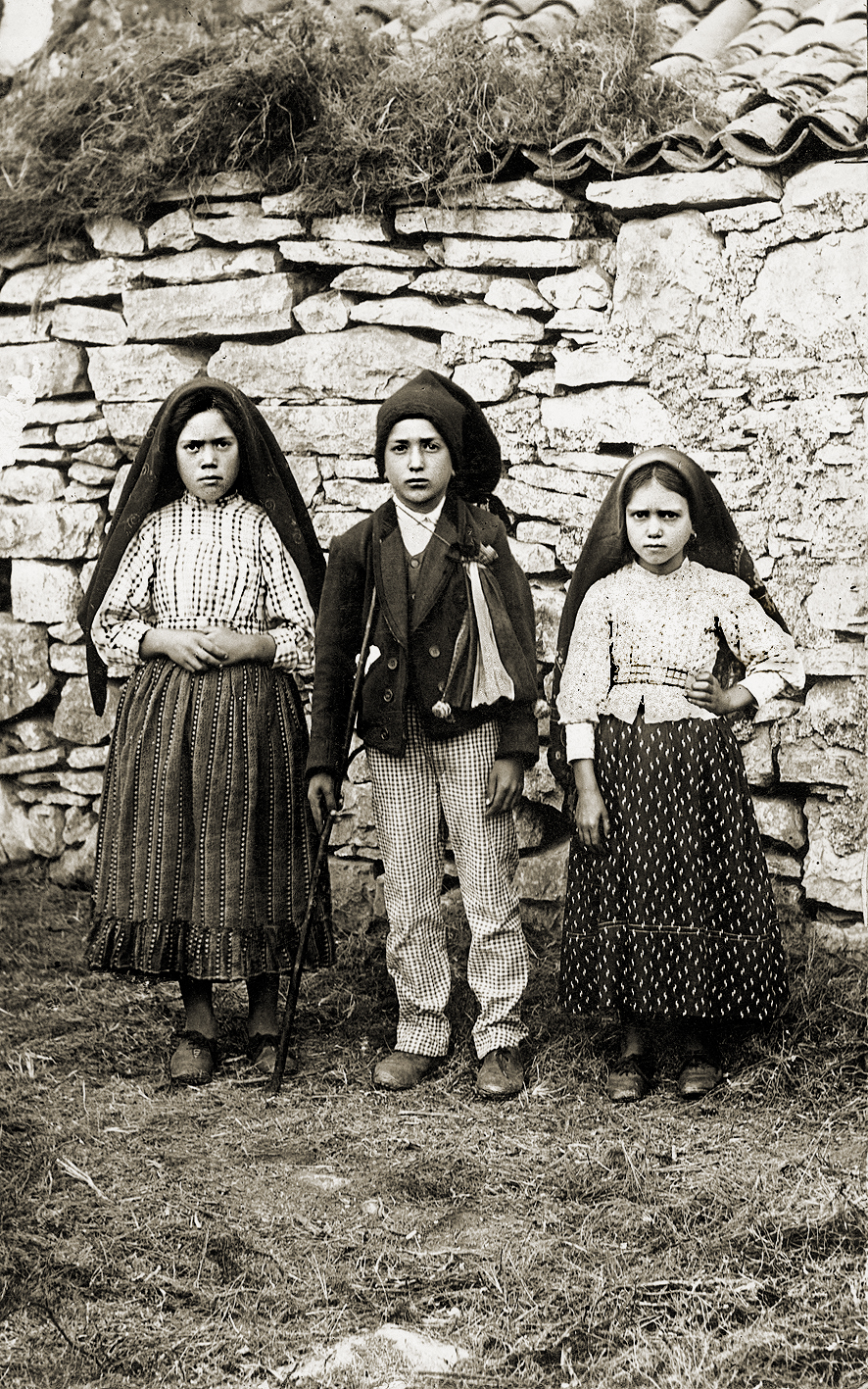
Les trois petits bergers de Fátima : Lúcia, Francisco et Jacinta.

Francisco  et Jacinta Marto, atteints de la grippe espagnole, meurent très tôt, respectivement en 1919 et 1920. Ils ont été déclarés vénérables par le pape Jean-Paul II le 13 mai 1989, béatifiés le 13 mai 2000, et finalement canonisés par le pape François le 13 mai 2017.
Lúcia dos Santos entre au noviciat de l'Institut des Sœurs de Sainte-Dorothée le 24 octobre 1925 à Tui, elle y prononce ses vœux en 1928. Elle a de nouvelles apparitions en 1925 et 1929. En octobre 1934, Lúcia prononce ses vœux perpétuels et prend comme nom de religieuse sœur Marie des Douleurs.
Sur ordre de la hiérarchie ecclésiastique, Lúcia rédige ses mémoires, dont il existe six versions (1935, 1937, deux en 1941, 1942, 1989 et 1993),. En 1948, Lúcia entre au couvent des carmélites de Coimbra (Portugal) et y prend le nom de sœur Lucie du Cœur Immaculé.
Lúcia dos Santos meurt le 13 février 2005 à l'âge de 97 ans, son procès en béatification est ouvert en 2008.

### Récupération politique
Très tôt, le pouvoir politique se sent menacé par les « apparitions » se déroulant à Fátima. Philippe Boutry écrit que « les réactions maladroites des autorités civiles donnent à penser que ces manifestations surnaturelles représentent pour elles un danger ». Les apparitions de Fátima sont politisées avant même la survenue du « miracle ». Le lendemain du phénomène céleste, le 14 octobre 1917 des élections municipales ont lieu et voient l'échec du parti au pouvoir avec la victoire de la droite. Puis la prise de pouvoir de Sidónio Pais le 8 décembre de la même année (par un coup d'État), et son élection comme président le 28 avril 1918 qui lui permet d'abolir les lois anticléricales, ont été interprétées par certains comme « une conséquence, un résultat », des apparitions de Fátima (et de la danse du soleil),. L'historien ajoute que si « le message de Fátima, tel qu'il est connu en 1917, ne recèle aucune allusion au contexte politique du pays, les catholiques portugais perçoivent dans l'apparition une intervention les rappelant à leur identité, que prétend gommer le régime en place ».
Le professeur Salazar qui prend le pouvoir en 1928 « récupère les apparitions dès son accession au pouvoir ». Il va apporter une aide multiforme aux promoteurs de Fátima pour des raisons politiques, mais il n'hésitera pas à exiler l'évêque de Porto, lorsque l'épiscopat portugais demandera le rétablissement de certaines libertés démocratiques. Gérard de Sède résume à sa façon la situation en déclarant « l'aide multiforme apportée dès ses débuts par l'Estado Novo aux promoteurs de Fátima n'était pas une aide accordée pour des raisons religieuses aux catholiques en général, mais pour des raisons politiques à une fraction intégriste de la hiérarchie catholique portugaise ».
Certains « partisans de Fátima », politiquement de droite, cherchant à « infléchir le message » des apparitions, vers une lecture politique plutôt que spirituelle et religieuse entraîne une « récupération politique » des apparitions de Fátima et de leur message. L'apparition devenant alors « anticommuniste et anti-soviétique » (soit une apparition « de droite »). Cette relecture politique est renforcée par la publication en 1963, d'un faux « troisième secret de Fátima » : le texte publié, violemment anti-communiste et anti-soviétique, connaitra une très large diffusion.
P. Boutry écrit qu'après Vatican II, Fatima et « son message » sont repris par une frange intégriste de l’Église catholique, qui y voit « une apparition anti-conciliaire » justifiant leur propre opposition au pape et au Vatican.

### Critiques et soutiens

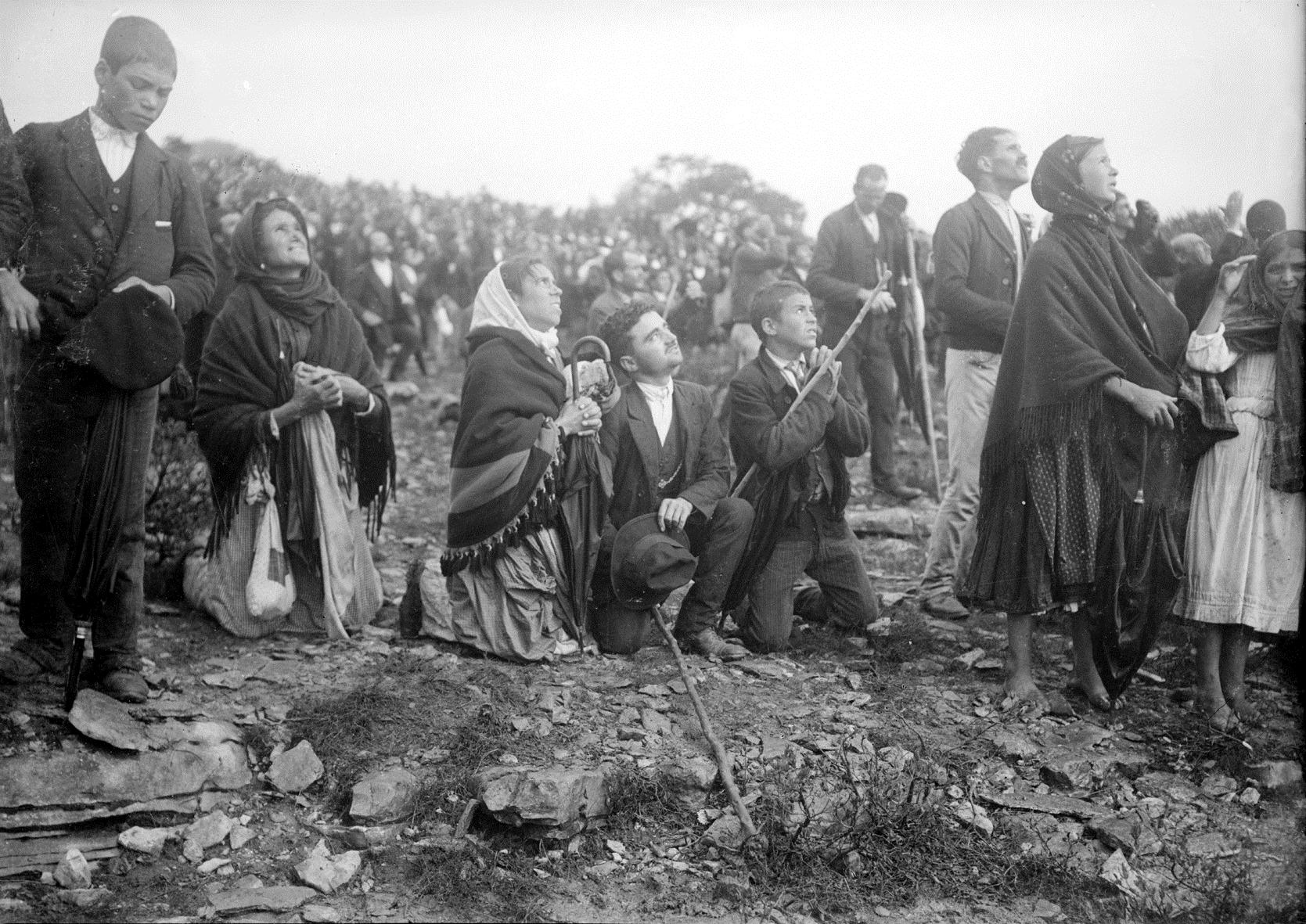
Foule rassemblée à Fátima le 13 octobre 1917.

Une polémique est apparue concernant les différentes « informations et révélations » données par Lucie, après le décès des autres voyants. Ainsi, certains sont partisans de ne retenir que les événements et informations connus en 1917, avant le décès de Jacinthe et de François, car les informations postérieures à ces décès n'ont pu être confirmées par les autres témoins. D'autres personnes font globalement confiance à Lucie et acceptent toutes les déclarations qu'elle a faites et rédigées dans ses biographies,. Bouflet et Boutry indiquent une ligne de partage des « révélations » en « Fatima I » (révélations connues en 1917 et formulées jusqu'en 1922), et « Fatima II » qui concernent les révélations ultérieures (en particulier celles contenues dans le récit publié en 1942, concernant la demande de consécration de la Russie et surtout le 3e secret de Fatima),. Néanmoins, les « spécialistes de Fatima », comme le père Joaquin M. Alonso ou le père Edouard Dhanis, affirment « qu'il y a des indices positifs qui prouvent historiquement la parfaite convergence des faits et du message entre Fatima-I et Fatima-II ». Bouflet et Boutry estiment que « la critique historique des sources a établi de façon définitive l'inanité des contestations », et que si Lucie n'a révélé qu'a posteriori la « prophétie sur l'imminence d'une nouvelle guerre mondiale », ce n'était que par obéissance à ses supérieurs ecclésiastiques,.
Une critique globale est également défendue par certains littérateurs anticléricaux comme Gérard de Sède qui publie en 1977 une étude sur les apparitions niant toute manifestation de surnaturel à Fátima. Il considère les « apparitions » comme une supercherie montée de toutes pièces par les familles des voyants et met les « miracles » sur le compte d'une hallucination collective renforcée par des phénomènes naturels,.
Enfin, concernant le « miracle du soleil », certains proposent une autre hypothèse, sans remettre en cause la réalité de l'évènement, et envisagent une autre interprétation : ils estiment qu'il y a parfois une ressemblance de certains éléments de la description du « miracle » avec des témoignages d'apparitions d'OVNI.

### Influences sur les autres mariophanies
Bouflet et Boutry écrivent que « Fátima domine l'histoire des mariophanies », « elle est devenue la référence obligée de nombreuses manifestations mariales ultérieures ». Ils ajoutent que « Fátima marque un tournant dans les mariophanies recensées entre le XIXe siècle », qui est tenu pour un siècle particulièrement riche en mariophanies, et un XXe siècle qui en compte près de quatre fois plus, soit près de 400 cas d'apparitions dans le monde. Les auteurs précisent que Fátima est « une apparition de rupture dans la suite des mariophanies que certains auteurs commencent à élaborer [...] : ampleur des manifestations, importance des révélations progressives d'éléments longtemps tenus cachés » par la voyante, ce qui les amène à conclure que, « dans l'histoire des mariophanies, on est autorisé à parler d'un avant-Fátima et d'un après-Fátima ». Cette rupture est comparable (selon eux) à celle marquée, dans l'histoire de l'humanité, par la guerre de 1939-1945. Pour ces auteurs, ce sont les implications historico-ecclésiales du « message de Fátima », qui, « ouvrant à une perspectives sotériologique et eschatologique, et invitant à une lecture mystique des signes des temps », confèrent [à Fátima] un dynamisme sans précédent.
La « danse du soleil » qui clôt les apparitions de Fátima, va devenir un marqueur récurrent de multiples « apparitions mariales ». Ainsi Bouflet et Boutry constatent que, sur 140 cas d'apparitions recensées entre 1944 et 1961, près d'un tiers sont réputées avoir présenté une « danse du soleil », et que « de nos jours, presque toutes les manifestations attribuées à la Vierge s'accompagnent de ce signe ». Et ils concluent : le signe solaire devient « l'estampille de l'apparition qui aspire à la reconnaissance officielle de l’Église ».

## Le message de Fátima

### Message spirituel
Le « message spirituel » transmis par les voyants, et indiqué comme étant le message transmis par la Vierge, peut être résumé dans les points suivants :
- récitation quotidienne du Rosaire et prière pour le salut des âmes
- consécration du monde et de la Russie en particulier (voir chapitre suivant)[B 18]
- dévotion des premiers samedis de cinq mois en « réparation des offenses du Cœur immaculé de Marie » (le premier samedi du mois, cinq mois de suite, se confesser, communier, prier le chapelet et méditer 15 minutes sur les 15 mystères du rosaire)[44].

Ces dévotions ne sont pas nouvelles dans l’Église catholique : la récitation quotidienne du Rosaire, ainsi que la prière pour le salut des âmes était déjà en 1917 une longue pratique dans l’Église. Même la dévotion au Cœur immaculé de Marie existait déjà depuis le XVIIe siècle (dévotion diffusée par Marguerite-Marie Alacoque),.
Cependant Stanley Jaki souligne que les apparitions de Fátima ont provoqué une « évolution dans l'Église catholique » au niveau de la réflexion sur la théologie mariale. L'auteur indique qu'avant 1910, les ouvrages de théologie mariale étaient « étonnamment médiocres », ce qui ne fut plus le cas dans les décennies suivantes.
Stanley Jaki écrit que le « message de Fátima est non politique dans son essence », mais qu'il « le devient du fait de l'athéisme galopant du monde occidental ». Il ajoute que « de fait », « le message de Fátima transmis dans la littérature », surtout à l'époque soviétique, a une forte coloration politique.
D'après Mgr Jean Shojiro Ito, à la fin du XXe siècle, le « message de Fátima » va être répété à Akita. Ainsi, après avoir reconnu officiellement les apparitions mariales d'Akita en 1984, l'évêque japonais déclare que les « faits d'Akita se situent dans le prolongement de Fátima », en particulier les secrets de Fátima. Il déclare ainsi : « Je crois que le troisième message d'Akita est étroitement lié au message de Fátima. Même après avoir reçu  le message de Fátima, les gens ne se sont pas repentis. Notre-Dame se devait de rappeler et raviver le message de Fátima ».

### Consécration au Cœur Immaculé de Marie
Lors de la troisième apparition, le 13 juillet 1917, la Vierge aurait demandé aux trois pastoureaux, « la consécration de la Russie à son Cœur immaculé ». Cette demande est renouvelée lors d’une apparition à Lucie, seule survivante des trois voyants, le 13 juin 1929 à Tui. La jeune fille, après autorisation de son confesseur, écrit au Pape Pie XI pour lui transmettre cette demande. Mais le pape n'en tient pas compte,,. En 1937, l'évêque de Fátima, Mgr da Silva écrit à son tour au pape pour appuyer cette demande. En décembre 1940, Lucie écrit une lettre à Pie XII, dans laquelle elle demande au pape de « daigner étendre et de bénir cette dévotion [au Cœur Immaculé de Marie] dans le monde entier » ainsi que « la consécration du monde au Cœur Immaculé de Marie, avec une mention spéciale de la Russie ». Mgr da Silva appuie sa demande par un courrier qu'il joint à celui de sœur Lucie,.
Le 13 mai 1931 les évêques du Portugal consacrent leur pays au Cœur immaculé de Marie. Ils renouvellent cette consécration 7 ans plus tard. Le cardinal Cerejeira, patriarche de Lisbonne, déclare en 1967 que « si le Portugal a été protégé de la Seconde Guerre mondiale, c'est la conséquence de cette consécration et de la protection mariale sur le pays ».
Pie XII répond à cette demande, en pleine Seconde Guerre mondiale, le 31 octobre 1942, en consacrant le monde, l’Église, et l'humanité au Cœur Immaculé de Marie. Cette consécration est renouvelée par le pape Jean-Paul II en 1982, puis en 1983 et à nouveau le 25 mars 1984 en union avec tous les évêques du monde. Le pape François consacre à nouveau le monde au Cœur immaculé de Marie le 13 octobre 2013.
En 1954, le pape Pie XII, dans sa lettre encyclique sur la « Royauté de la Bienheureuse Vierge Marie et l'institution de la fête », écrit que la nouvelle fête de « Marie Reine » du 31 mars serait l'occasion, chaque année à cette date, de « renouveler ce jour-là la consécration du genre humain au Cœur Immaculé de la Bienheureuse Vierge Marie. »
Le dimanche 16 juin 2010, au sanctuaire Notre-Dame du Liban, lors d’une cérémonie solennelle sur la colline de Harissa, le Liban et le Moyen-Orient ont été consacrés au Cœur Immaculé de Marie, en présence de représentants de l’épiscopat libanais, du nonce apostolique Mgr Gabriele Caccia, ainsi que de personnalités politiques (le président libanais Michel Sleiman, le Premier ministre Tammam Salam).
Malgré les multiples consécrations du monde par différents papes, certaines personnes estiment que la « demande de la Vierge de consacrer la Russie à son cœur immaculée » n'a pas été remplie par les autorités de l’Église car c'est le monde qui a été consacré et non spécifiquement la Russie,. De son côté, le Cardinal Bertone a indiqué que sœur Lucie « a confirmé personnellement que cet acte solennel et universel de consécration correspondait à ce que voulait Notre Dame » (dans une lettre du 8 novembre 1989 la religieuse déclare : « Oui, cela a été fait, comme Notre Dame l'avait demandé, le 25 mars 1984 »). C'est pourquoi le Vatican estime que toute discussion, toute nouvelle pétition sur ce sujet, est sans fondement.

### Les secrets de Fátima
Lors de la troisième apparition, le 13 juillet 1917, la Vierge aurait révélé un message aux enfants et leur aurait demandé de ne pas le divulguer immédiatement. Jacinthe et Francisco décèdent sans le révéler. Lucie, sur ordre de son confesseur, n'en dit mot aux enquêteurs officiels lorsqu'elle donne le récit des apparitions en 1924. L’existence de ces « secrets » est révélée en 1941 : quelque temps avant, l'évêque de Fátima avait demandé à sœur Lucie de réécrire un « récit complet des apparitions de Fátima ». Dans ce nouvel écrit, Lucie raconte les éléments tenus cachés jusqu'ici : la « vision de l'enfer » et la demande « de la consécration de la Russie au Cœur immaculé de Marie », qui sont appelés les « secrets 1 et 2 ». Elle indique également l'existence d'un « 3e secret » qu'elle dit « ne pas avoir le droit de révéler ».
La divulgation, en 1942 de « thèmes nouveaux » a créé une vive polémique chez les théologiens. L’existence et le contenu du « 3e secret » non publié a été l'objet de nombreuses hypothèses et spéculations, jusqu'à sa publication officielle par le Vatican en 2000. En 1963, est publié à Stuttgart le « prétendu contenu » du 3e secret. Ce texte, très politisé (anti-communiste et anti-soviétique) « fourmille d'erreurs historiques qui suffisent à lui ôter tout crédit », connaît néanmoins une diffusion « extraordinaire » et ne correspond en rien au texte de la vision diffusée par le Vatican en 2000.

## Adaptations au cinéma de l'événement
Ce phénomène a influencé les auteurs de films qui ont repris tout ou partie de cet événement pour l'intégrer dans leur trame dramatique :
- 2020 : Fatima, film américain. Ce film reprend l'histoire des apparitions de Fátima ;
- 2009 : Le 13e jour ((en) The 13th Day), film britannique de Ian et Dominic Higgins et sorti en France en 2016. Ce film reprend l'histoire des apparitions de Fátima en se basant sur les écrits de Lúcia dos Santos[53] ;
- 1990 : Aparição, film franco-portugais de Daniel Costelle. Ce film reprend l'histoire des apparitions de Fátima ;
- 1952 : Le Miracle de Fatima, film américain de John Brahm ;
- 1951 : La Dame de Fatima ((es) La Senora de Fátima), film espagnol de Rafael Gil.